# IAAFグランプリファイナル
IAAFグランプリファイナルは2002年まで開催されていた陸上競技の年間王者決定戦。

## 開催地
- 1985年: イタリア・ローマ（オリンピコ）
- 1986年: イタリア・ローマ
- 1987年: ベルギー, ブリュッセル（エゼル競技場）
- 1988年: 西ドイツ, ベルリン（オリンピア）
- 1989年: モナコ, モンテカルロ（スタッド・ルイ・ドゥ）
- 1990年: ギリシャ・アテネ（アテネ・オリンピックスタジアム）
- 1991年: スペイン・バルセロナ（エスタディ・オリンピック）
- 1992年: イタリア・トリノ（コムナーレ）
- 1993年: イングランド・ロンドン（クリスタル・パレス）

- 1994年: フランス・パリ（パルク・デ・プランス）
- 1995年: モナコ・モンテカルロ（スタッド・ルイ・ドゥ）
- 1996年: イタリア・ミラノ（サン・シーロ）
- 1997年: 日本・福岡市（博多の森陸上競技場）
- 1998年: ロシア・モスクワ（ルジニキ）
- 1999年: ドイツ・ミュンヘン（オリンピア）
- 2000年: カタール・ドーハ（ハリーファ国際競技場）
- 2001年: オーストラリア・メルボルン（オリンピックパーク）
- 2002年: フランス・パリ（スタッド・ド・フランス）